# تدقيق مالي
التدقيق المالي (بالإنجليزية: Financial Audit)‏، وهو التحقق من صحة البيانات المالية وفقاً لمعايير المحاسبة الدولية والتأكد من صحتها وعدالتها، التدقيق له علاقة بالمحاسبة ولكنه تخصص مستقل بذاته، وظيفة المدقق تكمن في جمع الأدلة للتأكد من صحة البيانات أو وجود خطأ ما، تهدف عملية التدقيق المالي إلى توفير الأدلة المادية للخروج بتأكيد صحة البيانات المالية من عدمها بعد فحص تلك البيانات من جميع النواحي، وإعطاء صورة حقيقية وعادلة عن تلك التقارير، لزيادة قيمة ومصداقية البيانات المالية الصادرة عن الإدارة ومن ثم طمأنة المعنيين بتلك البيانات المالية للحد من المخاطرة عند المستثمرين. يوجد فرعان أساسيان من التدقيق المالي هما: التدقيق الداخلي والتدقيق الخارجي.
تستمد مهنة التدقيق أهميتها من حاجة الإنسان للتحقق من صحة البيانات المحاسبية التي يعتمد عليها في اتخاذ القرارات ورسم السياسات. إن كلمة تدقيق Auditing مشتقة من كلمة لاتينية Audire ومعناها يستمع.

## تاريخ التدقيق المالي
في عام 1581 ظهرت أول منظمة مهنية في ميدان التدقيق في البندقية. ومع زيادة الحاجة لهذه المهنة، ما لبث وأن قامت الدول الأخرى إلى تنظيم هذه المهنة. وكان لبريطانيا فضل السبق في تنظيم هذه المهنة. وعندها أنشئت جمعية المحاسبين القانونيون عام 1854 ومن ثم في فرنسا عام 1881 والولايات المتحدة الأمريكية عام 1882 وألمانيا عام 1896.

## تعريفات التدقيق المالي
عّرفت جمعية المحاسبة الأمريكية AAA مفهوم التدقيق: عملية منتظمة وموضوعية للحصول على أدلة إثبات وتقويمها فيما يتعلق بحقائق حول وقائع وأحداث اقتصادية وذلك للتحقق من درجة التطابق بين تلك الحقائق والمعاني المحددة وإيصال النتائج إلى مستخدمين المعلومات المهتمين بذلك التحقق .
ويعرف تدقيق الحسابات أيضًا: التحقق الاقتصادي المنتظم لأدلة وقرائن الإثبات لما تحويه دفاتر وسجلات المنشأة من بيانات في إطار مبادئ محاسبية متعارف عليها من خلال برنامج محدد مقدماً بهدف إبداء الرأي الفني المحايد في صدق وعدالة التقارير المالية لقراء ومستخدمي هذه التقارير .

## أنواع التدقيق
يوجد نوعان للتدقيق هما التدقيق الخارجي (تتم عمليات التدقيق من أشخاص من خارج المنشأة)، والتدقيق الداخلي (وهي عملية يقوم بها موظفين من داخل المنشأة). 

### التدقيق الخارجي
المراجع الخارجي هو عملية يقوم بها المدقق الخارجي المستقل بفحص القوائم المالية والسجلات المحاسبية بهدف إعطاء رأي عن مدى عدالة القوائم المالية والحسابات والتزامها بمعايير المحاسبة المقبولة عموماً Generally Accepted Accounting Principles GAAP أو معايير التقارير المالية الدولية International Financial Reporting Standards IFRS.

### التدقيق الداخلي
المراجع الداخلي يقوم به المدقق الداخلي وهو موظف ضمن الشركة، ويهدف لتزويدها بمعلومات لاستخدام الإدارة، وغالباً تكون معلومات التدقيق الداخلي للاستخدام داخل الشركة وليس خارجها.

## وصلات خارجية
- موقع دليل المحاسبين
- المجمع العربي للمحاسبين القانونيين
- السعودية للمحاسبين القانونيين